# Ploščaď 1905 goda (stanice metra v Jekatěrinburgu)
Ploščaď 1905 goda (rusky Площадь 1905 года, Náměstí roku 1905) je stanice na první lince jekatěrinburského metra. 

## Charakteristika
Stanice je trojlodní, kdy pilíře jsou obloženy žulou a kolejová zeď je obložena mramorem. Stanici doplňují také bronzové lustry nad nástupištěm.
Stanice obsahuje jeden vestibul, které je spojen s nástupištěm eskalátory. Východy ústí do ulice 8. března a Divadelní uličky.